# Sinagoga de Mouansa
La Sinagoga de Mouansa (en àrab: معبد موانسة) és un edifici religiós jueu que està situat en el poble de Mouansa, que es troba a l'oest de Zarzis, en el país africà de Tunísia. La sinagoga, juntament amb el cementiri jueu proper, és tot el que queda de la comunitat jueva del llogaret, que es va dissoldre durant la dècada de 1970.